# Kościół św. Piotra Apostoła w Błotnicy
Kościół Świętego Piotra Apostoła – drewniana świątynia, która znajdowała się w Starej Błotnicy. Kościół parafialny dla parafii Narodzenia NMP. Rozebrany w XVIII lub XIX wieku.

## Historia
Pierwsza wzmianka o istnieniu świątyni znajduje się w akcie erekcyjnym parafii Narodzenia Najświętszej Maryi Panny w pobliskim Bukównie, pochodzącym z 1403 roku. W owym akcie wspomniany jest Jakub, proboszcz parafii błotnickiej. Drewniany kościół pod wezwaniem św. Piotra Apostoła, prawdopodobnie fundacji Błotnickich h. Doliwa, powstał w miejscu wczesnośredniowiecznego grodziska, zapewne w drugiej połowie XIV wieku. Kościół został rozebrany prawdopodobnie w 1868 roku, kiedy to nowo budowana świątynia budowana w jej miejscu, kościół Narodzenia NMP, została pokryta stałym dachem i konsekrowana. Inne przekazy mówią, że kościół został rozebrany już w 1759 roku, kiedy to rozpoczęto budowę murowanej świątyni.